# Podocarpus salicifolius
Podocarpus salicifolius är en barrträdart som beskrevs av Johann Friedrich Klotzsch, Gustav Karl Wilhelm Hermann Karsten och Stephan Ladislaus Endlicher. Podocarpus salicifolius ingår i släktet Podocarpus och familjen Podocarpaceae. IUCN kategoriserar arten globalt som livskraftig. Inga underarter finns listade i Catalogue of Life.